# Берген (Кирн)
Берген (нем. Bergen) — община в Германии, в земле Рейнланд-Пфальц.
Входит в состав района Биркенфельд. Подчиняется управлению Херрштайн. Население составляет 445 человек (на 31 декабря 2010 года). Занимает площадь 10,42 км².